# Masaya Tomizawa
Masaya Tomizawa (富澤 雅也 Tomizawa Masaya?, Kanagawa, 14 de julio de 1993) es un futbolista japonés que juega como guardameta en el V-Varen Nagasaki.

## Trayectoria
En 2016 se unió al V-Varen Nagasaki de la J2 League.

## Clubes
| Club             | País  | Año   |
| ---------------- | ----- | ----- |
| V-Varen Nagasaki | Japón | 2016- |